# Coeficient de partiție

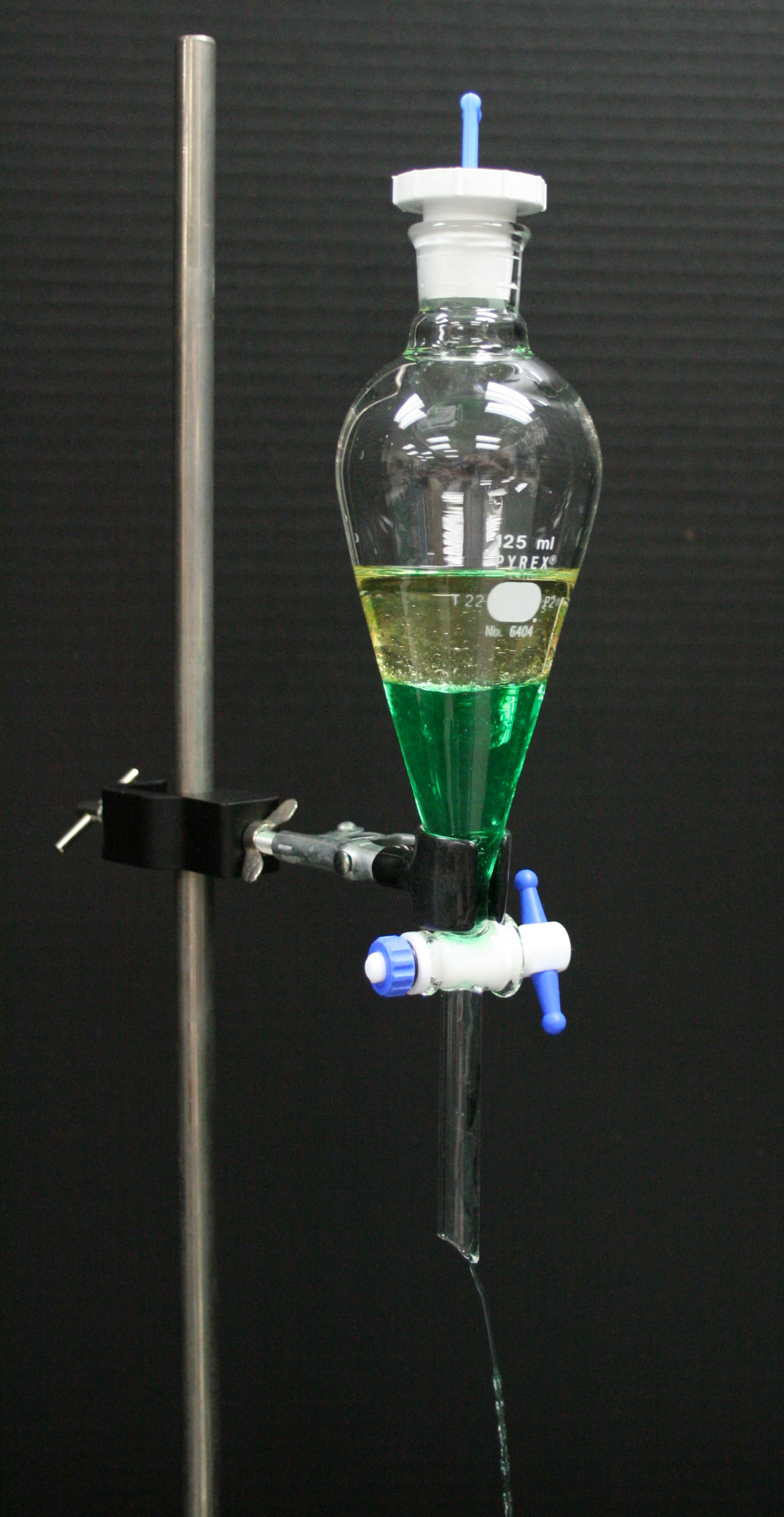
Două lichide nemiscibile în pâlnie de separare

Coeficientul de partiție (P) sau coeficientul de distribuție (D) reprezintă raportul dintre concentrația unui compus chimic dintr-un amestec de doi solvenți nemiscibili, în stare de echilibru. Astfel, valoarea sa oferă o comparație în ceea ce privește solubilitatea unui solut în cele două lichide date. În general, coeficientul de partiție face referire la raportul concentrațiilor speciilor neionizate ale compusului, în timp ce coeficientul de distribuție se referă la toate speciile de compus (ionizate și neionizate).
Expresia matematică simplă este:
{\displaystyle P={\frac {[compus]_{1}}{[compus]_{2}}}\quad \quad }
Unde:
[compus]1 este concentrația compusului în primul solvent
[compus]2 este concentrația compusului în al doilea solvent